# Зайцев, Роман Евгеньевич
Роман Евгеньевич Зайцев (7 апреля 1995, с. Семёновка, Амурская область, Россия — 19 июня 2022, Украина) — российский военнослужащий, старший лейтенант. Участник российского вторжения в Украину в 2022 году. Герой Российской Федерации (2024).

## Биография
Родился 7 апреля 1995 года в селе Семёновка Амурской области в полноценной семье матери Оксаны Александровны и отца Евгения Валерьевича.
Учился Зайцев в школе родного села, а после её окончания поступил в Дальневосточное высшее общевойсковое командное училище, которое также окончил. Увлекался спортом. Участник российского вторжения на Украину. Погиб 19 июня 2022 года в районе Николаевки Луганской области в результате поражения БМП, в которой находился Зайцев.
В 2024 году в селе Семёновка родителям бойца была вручена Звезда Героя России.

## Звания и награды
- Герой Российской Федерации (2024)[1][4].
- Орден Мужества (посмертно)[1].
- Медаль «За боевые отличия»[1].
- Другие медали.